# Adiastolie
 (décembre 2009).
Si vous disposez d'ouvrages ou d'articles de référence ou si vous connaissez des sites web de qualité traitant du thème abordé ici, merci de compléter l'article en donnant les références utiles à sa vérifiabilité et en les liant à la section « Notes et références ».
L'adiastolie est l'absence ou l'insuffisance de diastole, c’est-à-dire de remplissage ventriculaire.
Cette anomalie est rencontrée lorsque le remplissage des ventricules cardiaques est gêné soit :
- par une paroi cardiaque trop rigide, qui s'opposent à l'expansion diastolique ventriculaire physiologique lors du remplissage. Cela se rencontre dans la péricardite chronique constrictive de la tuberculose, de l'hémopéricarde ou purulente.
- par une constriction péricardique comme dans la tamponnade cardiaque qui est une compression aigüe du cœur par un épanchement péricardique d'installation brutale. On parle alors d'adiastolie aigüe.

Un tableau d'adiastolie aigüe comme on le rencontre dans la tamponnade est une urgence vitale et comporte :
- Clinique : Signes droits avec dyspnée, hépatalgie, hépatomégalie douloureuse, reflux et turgescence hépatojugulaire, hypotension avec pouls paradoxal de Kussmaul (à l'inspiration, le pouls diminue ou disparaît et la pression systémique chute de plus de 10 mmHg).
- Électrocardiogramme : Signes de péricardite avec alternance électrique (succession de complexe QRST alternativement amples et moins amples).
- Échocardiogramme : Épanchement abondant. Compression des cavités droites en diastole. Variation respiratoires des dimensions ventriculaire : en inspiration, le ventricule droit se remplit, tandis que le ventricule gauche est comprimé et inversement en expiration. Hyperkinésie cardique, aspect de cœur dansant.